# Elisa Cusma
Elisa Cusma Piccioneová (* 24. července 1981, Bologna) je italská atletka, běžkyně na střední tratě. Její specializace je především běh na 800 metrů a méně běh na 1500 metrů. Jejím největším úspěchem je bronzová medaile z halového mistrovství Evropy 2009 v Turíně.
Na halovém mistrovství světa 2008 ve Valencii se umístila ve finále na šestém místě. V červnu roku 2008 doběhla druhá na ostravském mítinku Zlatá tretra. Reprezentovala na letních olympijských hrách v Pekingu, kde skončila v semifinále celkově šestnáctá. V roce 2009 na Středomořských hrách v italském města Pescara získala zlatou medaili v běhu na 800 a 1500 metrů. Ve finále mistrovství světa 2009 v Berlíně doběhla šestá, k zisku bronzové medaile na osmistovce ji chyběla necelá sekunda.

## Osobní rekordy
- 800 metrů (hala) - (1:59,25, 15. února 2009, Karlsruhe)
- 800 metrů (dráha) - (1:58,63, 26. srpna 2007, Ósaka)
- 1 500 metrů (hala) - (4:17,17, 18. února 2006, Ancona)
- 1 500 metrů (dráha) - (4:04,98, 13. července 2009, Athény)